# VH1
VH1 (inițial un inițialism pentru Video Hits One) este un post de televiziune muzical deținut de Paramount Global.
A fost lansat la 1 ianuarie 1985, în Statele Unite ale Americii. Canalul a fost conceput inițial să se bazeze pe succesul canalului înrudit MTV, redând videoclipuri muzicale care vizează un public ceva mai vechi decât MTV, concentrându-se pe partea mai ușoară și mai moale a muzicii. La fel ca și MTV, VH1 a renunțat în cele din urmă la difuzarea videoclipurilor muzicale și a început difuzarea Reality Show-urilor, deși cu accent pe personalitățile muzicale și celebrități, și show-uri care vizează publicul afro-american. VH1 este cel mai bine cunoscut pentru show-urile  Behind the Music, seria I Love ... #VH1, blocul VH1 #Celebreality și Love & Hip Hop.